# Theodor Graswinckel
Cet article comprend des extraits de la Biographie universelle ancienne et moderne de Louis-Gabriel Michaud. Il est possible de supprimer cette indication, si le texte reflète le savoir actuel sur ce thème, si les sources sont citées, s'il satisfait aux exigences linguistiques actuelles et s'il ne contient pas de propos qui vont à l'encontre des règles de neutralité de Wikipédia.
Theodor Graswinckel, né le 3 septembre 1600 à Delft et mort le 12 octobre 1666 à Malines, est un jurisconsulte, et publiciste néerlandais.

## Biographie
Theodor Graswinckel naquit à Delft en 1600, d'une famille patricienne. Après avoir terminé ses études à l'Université de Leyde, il devint un célèbre avocat. Il voyagea en France, et se trouva à Paris en 1624 auprès de l'illustre Grotius, son parent et son concitoyen. Il s'y occupait à mettre au net pour lui son traité De jure belli et pacis. Il fut successivement avocat fiscal des domaines des états de Hollande, et greffier et secrétaire de la chambre mi-partie de la part des États généraux. Johan de Witt faisait le plus grand cas de lui, comme de l'un des défenseurs les plus zélés de la souveraineté des états de Hollande. La République de Venise, à laquelle il avait rendu des services signalés, le créa chevalier de l'Ordre de Saint-Marc. Surpris à Malines d'une attaque de paralysie, il y mourut en 1666. Son corps fut transféré à La Haye, où son épouse, Gertrude Van Loon, a consacré à sa mémoire un monument, construit par Rombout Verhulst, dans la Grote Kerk.

## Œuvres
- Libertas veneta, sive Venetorum in se ac suos imperandi jus assertum, Leyde, 1634, in-4°.
- Dissertatio de jure præcedentiæ inter rempublicam Venetam et ducem Sabaudiæ, ibid., 1644, in-8°.
- Dissertatio de jure majestatis, la Haye, 1642, in-4°.
- Maris liberi vindiciae adversus Petrum Baptistam Burgum ligustici maritimi dominii assertorem, la Haye, Adriaan Vlacq, 1652 (lire en ligne).